# Черна (река)
 Тази статия е за реката в Северна Македония.  За реката в Сърбия, която понякога се нарича Църна река, вижте Църни Тимок.  
Вижте пояснителната страница за други значения на Черна.
Църна, по-известна с книжовната форма Черна (на македонска литературна норма: Црна, произнасяно Църна), е река в Северна Македония, най-големият десен приток на Вардар. Дължината ѝ е 207 km, а площта на водосборния ѝ басейн - 5890 km².

## Етимология
Българското име на реката е превод на тракийското име Erigon, запазено в античните гръцки източници като Εριγών (на новогръцки Εριγώνας), означаващо „черен“, сродно с гръцкото έρεβος „мрак“, албанското errët „тъмен“, арменското erek „вечер“, нордическото røkkr „мрак“, готското riqis „мрак“, санскритското rájas „нощ“, тохарското orkamo „тъмен“.

## Географска характеристика

### Извор, течение, устие
Река Църна води началото си от планината Любен, на 1103 m н.в., на 1 km източно от село Цер, община Другово. По цялото си протежение неколкократно сменя посоката си във всички посоки на компаса. В най-горното си течение, до шосето Кичево – Битоля тече на югозапад, след това до град Демир Хисар – на югоизток, а след него до село Бучин община Кривогащани – на изток. В целия този участък Църна е типична планинска река с тясна и дълбока долина (с малко дилинно разширение в района на Демир Хисар), с бързеи и прагове. След село Бучин рязко завива на юг и пресича по дължина най-голямата котловина в Македония Пелагония, като минава на 8 km източно от град Битоля. В този участък на протежение над 40 km коритото на реката е коригирано с предпазни водозащитни диги и е почти праволинейно, а течението ѝ е бавно и спокойно. При село Брод Църна прави голям завой и потича на изток, а след това на североизток. След село Скочивир реката влиза в най-дългия пролом в Северна Македония – Скочивирския, разделящ планините Селечка и Дрен на запад и северозапад и Нидже и Козяк на югоизток. Цялата тази историко-географска област носи името Мариово. Тук река Църна има типичен планински характер – бързо течение, с тясна, на места каньоновидна долина и високи, на места отвесни и скалисти брегове. В района на село Галище Църна навлиза в Тиквешкото езеро, най-големия язовир в Северна Македония. В района на село Добротино, в най-тясната част на Скочивирския пролом, е изградена преградната стена на язовира и там реката изтича от него. Тук течението на реката става северно, долината ѝ значително се разширява, до 2 – 3 km, но като цяло остава планинска. Влива се отдясно в река Вардар, на 131 m н.в., в непосредствена близост до античния град Стоби, на 2 km северно от село Паликура, община Росоман.

### Водосборен басейн
Водосборният басейн на Църна е с площ от 5890 km² (23,19% от водосборния басейн на Вардар) и обхваща голяма част от южните части на Северна Македония и малък участък от северозападната част на Гърция в района на град Лерин. На югоизток водосборният басейн на Църна граничи с водосборния басейн на река Бошава (десен приток на Вардар), на юг – с водосборните басейни на река Бистрица (от басейна на Егейско море) и други по-малки реки, вливащи в безотточните езера в Северозападна Гърция, на югозапад и запад – с водосборните басейни на реките Семани и Дрин (от басейна на Адриатическо море), а на север – с водосборните басейни на реките Треска и Бабуна (десни притоци на Вардар).
Основни притоци: леви – Блато, Подмолска река; десни – Шемница (46 km, най-голям приток), Драгор (32 km), Йелашка река, Конарска река (15 km), Градешка река (26 km), Блатище.

## Икономическо значение, селища
Водите на Църна се използват за напояване (главно в котловината Пелагония) и производство на електроенергия. Долината по горното и средно течение на реката е гъсто заселена, като най-голямото селище е град Демир Хисар, а долното течение е почти безлюдно поради проломния му характер.

## Други
Край големия завой на Черна през Първата световна война се разиграва мащабно сражение между българските и съглашенските части, известно като Битка при завоя на Черна.